# Challant
Pour les articles homonymes, voir Challant (homonymie) et Challand.
 (mars 2017).
Si vous disposez d'ouvrages ou d'articles de référence ou si vous connaissez des sites web de qualité traitant du thème abordé ici, merci de compléter l'article en donnant les références utiles à sa vérifiabilité et en les liant à la section « Notes et références ».
Challant est une ancienne commune valdôtaine, instituée en 1928 par l'union des deux communes de Challand-Saint-Victor et de Challand-Saint-Anselme.

## Histoire
Sur cette commune est présent le château de Ville, historiquement chastel de Ville en Challand, possession des comtes de Maurienne et de Savoie au XIIe siècle, et cédé à la Maison de Challant au XIIIe siècle.
Le nom fut italianisé pendant la période fasciste en Villa Sant'Anselmo, de 1939 à 1946. Ce nom fut toutefois supprimé en 1946 et la division précédente en deux communes fut rétablie. En 1976, une loi régionale rétablit aussi la graphie traditionnelle du nom des deux communes, avec un 'd' final. 